# Бурханов Алі Шамільович
Алі Шамільович Бурханов (17 листопада 1968, Саратов, СРСР) — радянський і російський хокеїст, нападник.

## Спортивна кар'єра
Народився і виріс у Саратові. Хокеєм почав займатися у команді «Зірочка», якою опікувався місцевий поліграфічний комбінат. Перший тренер — Олександр Володимирович Подметалін. З сімнадцяти років грав за місцевий «Кристал», військову службу проходив у клубі СКА МВО (Калінін). Кольори київського «Сокола» захищав протягом трьох останніх сезонів в історії раданського хокею. Всього за український клуб у вищій лізі СРСР провів 90 ігор (16+10). 1992 року повернувся до Саратова, продовжував грати за «Кристал» до 2004 року. У Міжнаціональній хокейній лізі і Російській суперлізі провів 195 матчів (62+41). Після завершення ігрової кар'єри працює трнером в дитячих і юнацьких командах.

## Статистика
| Сезон        | Клуб                | Ліга         | І   | Г  | П  | О   | ШХ  |
| ------------ | ------------------- | ------------ | --- | -- | -- | --- | --- |
| 1989-90      | «Сокіл» (Київ)      | Д-1          | 39  | 9  | 6  | 15  | 31  |
| 1990-91      | «Сокіл» (Київ)      | Д-1          | 27  | 2  | 3  | 5   | 39  |
| 1991-92      | «Сокіл» (Київ)      | Д-1          | 24  | 5  | 1  | 6   | 2   |
| 1992-93      | «Кристал» (Саратов) | Д-1          | 25  | 6  | 8  | 14  | 56  |
| 1993-94      | «Кристал» (Саратов) | Д-1          | 37  | 9  | 10 | 19  | 30  |
| 1994-95      | «Кристал» (Саратов) | Д-1          | 48  | 21 | 16 | 37  | 54  |
| 1995-96      | «Кристал» (Саратов) | Д-1          | 17  | 4  | 3  | 7   | 16  |
| 1996-97      | «Кристал» (Саратов) | Д-1          | 47  | 16 | 4  | 20  | 56  |
| 1997-98      | «Кристал» (Саратов) | Д-1          | 24  | 7  | 0  | 7   | 8   |
| Всього в Д-1 | Всього в Д-1        | Всього в Д-1 | 288 | 79 | 51 | 130 | 292 |